# Тауна
Тауна — островок во Французской Полинезии, в архипелаге Гамбье. В переводе с таитянского языка название означает «Птичий [остров]».
Тауна находится на самом востоке островов Гамбье.
В Полинезии и за её пределами Тауну относят к числу т. н. моту — островов, сложенных из обломков кораллов и окружённых атоллами. Остров входит в число туристических достопримечательностей.
Является типичным океаническим коралловым островом, окружённым тёплыми водами Тихого океана. Покрыт густой растительностью, на берегу песчаные пляжи, голубая прозрачная морская вода.
Ближайший населённый пункт — деревня Пурирау на острове Аукена.

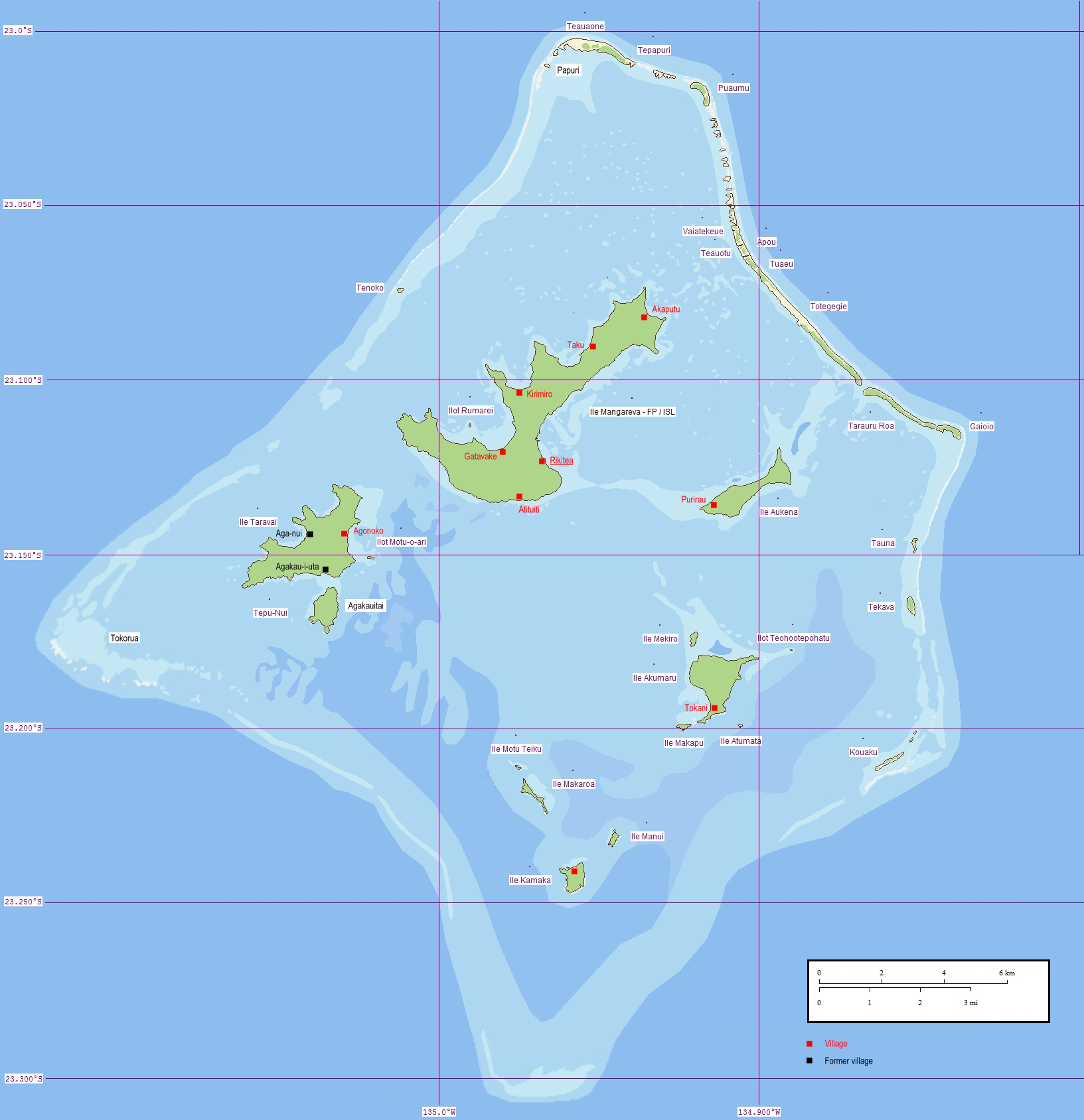
Остров Тауна на карте архипелага Гамбье (справа)